# Рабан Мавър
Рабан Мавър също Храбан Мавр, Рабан Мавр (на латински: Rabanus Maurus, Hrabanus, Rhabanus, * ок. 780 в Майнц, † 4 февруари 856 във Винкел в Рейнгау) е абат на абатство Фулда (822 – 842), архиепископ на Майнц (847 – 856) и учен. Той е един от най-значимите личности от времето на Каролингския ренесанс през 9 век и близък с император Лотар I и съпругата му Ирмингард фон Тур.
Рабан е от благородническа фамилия от Майнц. През 788 г. като дете е възпитаван в бенедиктанския манастир Фулда. След завършването на образованието си той става учен в двора на Карл Велики. По-късно Алкуин, ръководителят на императорското дворцово училище го приема в Аахен и го нарича „Мавър“ („Maurus“).
През 801 г. във Фулда става дякон и ръководител на тамошното манастирско училище (до 822). Негови ученици са Рудолф фон Фулда, Лупус Серват, Ерменрих фон Елванген, Валафрид Страбон и други. Тогава Рабан пише важни ръкописи, от които най-известни са стихотворенията De laudibus sanctae crucis (издадено 814), един Opus geminum.
На 15 юни 822 г. Рабан става за двадесет години игумен (абт) на манастир Фулда, който тогава има над 600 монаси. Той разширява манастирската библиотека, грижи се духовно за селяните и построява около 30 църкви и капели. Рабан е привърженик на Лотар I, обаче не и на Лудвиг Немски. През 842 г. той напуска службата си като абт и се оттегля в Петерсберг.
Лудвиг Немски издига през 847 г. 67-годишния Рабан за архиепископ на Майнц. Мавър започва да служи на 16 юни същата година в най-голямата църковна провинция в Източното франкско кралство. Малко след това той свиква събор.
Рабан Мавър умира на 4 февруари 856 г. във Винкел в Рейнгау и е погребан в абатствотто Св. Албан в Майнц. Скоро започват да го почитат като Светия. През 1515 г. архиепископ Албрехт фон Бранденбург мести мощите му в Хале, след това са преместени в Ашафенбург. Днешният му гроб е неизвестен.
Почита се от католиците и протестантите на 4 февруари.

## Произведения
- Енциклопедия „За природата на нещата“ (на латински: De rerum naturis) [2]

През 847 г. Храбан Мавър завършва енциклопедия в 22 тома, която посвещава на епископ Хайм от Халберщадт. За разлика от „Етимологията“ на Исидор Севилски, Рабан е заинтересуван не толкова от обективните „свойства на думите и природа на нещата“ (на латински: rerum natura et verborum proprietates), отколкото „мистичното тълкуване на тяхната същност“ на латински: mystica earundem rerum significatio в духа на Библейска критика.
Енциклопедията на Рабан Мавър може да се каже, че е компилация от средновековна библейска херменевтика, базирана на тълкованията на църковните философи – Йероним Блажени, Августин Блажени, папа Григорий I и други късноантични и ранносредновековни авторитети.
Енциклопедията на Рабан не е разделена на седем части, отговарящи на седемте свободни науки (за разлика от знаменитата енциклопедия на Исидор).
Мавър започва от висшето благо (Бога-Творец) и разглежда нещата в реда на намаляващото им „космического“ значение. 22 тома на енциклопедията символично кореспондират на 22 книги на Стария завет и са един вид увод (Пропедевтика) към Новия завет.
Ръкописи на енциклопедията на Рабан са се съхранили в много кодекси от IX-XV век. Някои от тях имат многобройни илюстрации, като ръкописът от Монтекасино от XI век (Monte Cassino, Biblioteca dell’Abbazia, cod. 132).
- Съчинение „За произхода на буквите“ (на латински: De inventione linguarum)[3]

Преди смъртта си в 856 г. Храбан публикува съчинението на латински: De inventione linguarum – „За произхода на буквите“ или „За изобретяването на езиците“, в което излага мнението си кои според него са „свещените“ езици (на които е можело да се чете Библията), и в какъв ред са възникнали (той смята, че еврейската азбука е възникнала първа). Като приложение той дава 4-те световни азбуки – еврейската, гръцката, латинската и други азбуки в съпоставителна таблица. В друго приложение той показва развитието на буквите, като разглежда (сравнява) гръцката азбука, азбуката на Етикус Истер и руническо писмо (което той определя като Маркомани). За произхода на разглежданата от азбука Храбан дава следното обяснение: след еврейската, гръцката и латинската азбука била изнамерена от философа и космографа Етикус, родом скит от благородно потекло, азбука, която достопочтеният презвитер Йероним Блажени непрестанно разпространявал в свой вариант чак до родината на самия Храбан, понеже възжелал да увеличи известността на тия букви с мощта на своята ученост и трудолюбие.
Според д-р Божидар Пейчев, азбуката на Етикус Истер е била доразвита от Йероним, за да се получи използваната по-късно в Хърватия (ъглеста) Глаголица. 
Също така, според д-р Пейчев , е възможно произведенито О писменехь Чръноризца Храбра да представлява полемика със съчиненито За произхода на буквите на Храбан Мавър, защото заглавието може да е било неправилно преведено от О писменехь монаха Храбана (монасите са наричани черноризци, а преводачът/преписвачът може да е решил, че Храбан е сбърканата дума Храбър).

### Ръкописи
- Raymund Kottje (Thomas A. Ziegler): Verzeichnis der Handschriften mit den Werken des Hrabanus Maurus. Hahnsche Buchhandlung, Hannover 2012 (MGH Hilfsmittel, Band 27), ISBN 978-3-7752-1134-5.

### Издания
Цялото произведение
- Hrabani Mauri opera omnia. In: Migne, Patrologia Latina, Bände 107 – 112, Paris 1852.

Писма
- Ernst Dümmler (Ed.): Hrabani (Mauri) abbatis Fuldenis et archiepiscopi Moguntiacensis epistolae. In: Epistolae Karolini Aevi, Bd. 3, Weidmann, Berlin 1898 (MGH Epistolae, Bd. 5), S. 379 – 516. (Digitalisat)

Стихотворения
- Ernst Dümmler (Ed.): Hrabani Mauri carmina. In: Poetae Latini aevi Carolini, Band 2, Weidmann, Berlin 1884 (MGH Poetae Latini medii aevi, Band 2), S. 154 – 258. (Digitalisat)
- Kurt Holter (Ed.): Hrabanus Maurus, Liber de laudibus sanctae crucis. Vollständige Faksimile-Ausgabe im Originalformat des Codex Vindobonensis 652. Akademische Druck – und Verlagsanstalt, Graz 1973 (Codices selecti, Bd. 33).
- Michel Perrin (Ed.): Rabani Mauri in honorem sanctae crucis. Brepols, Turnhout 1997 (Corpus Christianorum, Continuatio Mediaevalis, Bde. 100 – 100 A), ISBN 2-503-04001-2 und ISBN 2-503-04002-0.

Отделни произведения
- Ernst Dümmler (Ed): De procinctu romanae militae. In: Zeitschrift für deutsches Altertum, Bd. 15, 1872, S. 443 – 451. (Digitalisat)
- John McCulloh (Ed.): Rabani Mauri martyrologium./Wesley M. Stevens (Ed.): Rabani Moguntiacensis episcopi De Computo. Brepols, Turnhout 1979 (Corpus Christianorum, Continuatio medievalis, Bd. 44).
- Detlev Zimpel: De institutione clericorum libri tres. Studien und Edition. Lang, Frankfurt am Main u.a. 1996 (Freiburger Beiträge zur mittelalterlichen Geschichte, Bd. 7), ISBN 3-631-30736-5.
- Bengt Löfstedt (Ed.): Rabani Mauri Expositio in Matthaeum. Brepols, Turnhout 2000 (Corpus Christianorum, Continuatio mediaevalis, Bd. 174 und 174 A). ISBN 2-503-04741-6.
- Detlev Zimpel (Ed.): Hrabanus Maurus, De institutione clericorum = Über die Unterweisung der Geistlichen. Lateinisch/Deutsch, 2 Bände. Brepols, Turnhout 2006 (Fontes Christiani, Bd. 61.1 und 61.2), ISBN 978-2-503-52149-7, ISBN 978-2-503-52151-0.
- Gereon Becht-Jördens (Ed.): Die Redaktionen der Altartituli des Hrabanus Maurus. In: Sturmi oder Bonifatius. Ein Konflikt im Zeitalter der anianischen Reform um Identität und monastisches Selbstverständnis im Spiegel der Altartituli des Hrabanus Maurus für die Salvatorbasilika zu Fulda. Mit Anhängen zur Überlieferung und kritischen Edition der Tituli sowie zu Textquellen zur Architektur und Baugeschichte der Salvatorbasilika. In: Marc-Aeilko Aris, Susanna Bullido del Barrio (Hrsg.): Hrabanus Maurus in Fulda. Mit einer Hrabanus Maurus-Bibliographie (1979 – 2009). Josef Knecht, Frankfurt am Main 2010 (Fuldaer Studien, Band 13), ISBN 978-3-7820-0919-5, S. 123 – 187, S. 160 – 168.

Електронни текстове
- De laudibus sanctae crucis (lat.): Digitalisate: Jakob Wimpheling, Pforzheim 1503, in der Virtuellen Bibliothek der Universität Tours, Universität Wien(eBooks on Demand)
- De rerum naturis Архив на оригинала от 2019-01-02 в Wayback Machine.: (lat.) Transkription: Karlsruher Handschrift Augiensis 96, 98, von William Schipper
- Hrabanus Maurus in der Bibliotheca Augustana (lat.): De rerum naturis (W. Schipper), De laudibus sanctae crucis (Cod. Vat. Reg. Lat. 124), Veni creator spiritus
- In Ecclesiasticum commentarii, Faksimile: Simon de Colines, Paris 1544 (Bibliothèque nationale de France)